# 茂怜羅オズ
茂怜羅 オズ（もれいら おず、1986年1月21日 - ）は、リオデジャネイロ出身で日本に帰化したビーチサッカー選手、ビーチサッカー指導者。日本代表選手兼監督。ポジションはフィクソ。
FIFAビーチサッカーワールドカップでは最優秀選手を争う実力者で、2019年大会では実際に最優秀選手に輝いた。また、世界最高のフィクソとも呼ばれ、高い身長から繰り出される精確な長距離フリーキックも武器である。また、2019年には日本代表史上初の100得点を記録した。

## クラブ歴
1986年にオスマル・モレイラの名でリオデジャネイロのコパカバーナに生まれた。6歳の時にコパカバーナのビーチでビーチサッカーを始め、将来のブラジル代表を担う選手の一人として期待されていた。10歳の時にはコパカバーナで行われたブラジル代表の試合の前座として彼の所属したスクールは5000人の観客の前で親善試合を行った。また幼少期にはビーチサッカーと並行してサッカーも行っており、実際に14歳の時にはCRヴァスコ・ダ・ガマの下部組織に加入、サッカークラブからのオファーも相次いでいたが、スパイクを履いている自分に違和感を覚え16歳でビーチサッカーを選択した。
ブラジル代表に嘱望される人材であったものの、本人はブラジル代表には全く興味がなく、興味の方向は海外でプレーし新たな文化に接する事であった。2006年に渡独、ウニオン・ブラジルに加入した。
2007年、21歳で沖縄県に本拠地を置くレキオスFCに加入。日本については大した知識も持ち合わせていなかったものの、沖縄の人間の温かみや日本の便利さ、安全さに心を打たれた。2009年にレキオスは東京に移転。その後は同じくブラジル出身でビーチサッカー日本代表監督を務めていたラモス瑠偉と接し、日本へ帰化するために助力を受けた。2012年12月12日に帰化、すぐに日本代表にも招集されるようになった。
2015年にFCバルセロナに加入、ムンディリアート・ジ・クルーベスで優勝、また同年に沖縄県にコパカバーナ・ビーチサッカースクールを設立した。2016年にはFUSIONに籍を置きながら、イタリアのヴィアレッギオでプレーし、イタリアリーグ史上2人目の日本人選手となった他、ユーロウィナーズカップを制した。その後もロシアのFCシティ、BSCロコモティフ・モスクワ、ポルトガルのスポルティングCP、イスラエルのクファル・カシームBSCでもプレーした。2017年にJリーグクラブでは初めてビーチサッカーに進出した東京ヴェルディBSに加入。選手兼任監督を務めながら、さらにスポンサー営業も自ら行っている。さらに2020年には日本のクラブとして初めてムンディリアート・ジ・クルーベスに進出させた。

## 代表歴
代表初の大会となったAFCビーチサッカー選手権2013では最優秀選手に輝き、2013 FIFAビーチサッカーワールドカップでは主将を務めてシルヴァーボールに輝いた。2014年に始まったビーチサッカー・スターズでは初年度からベストファイブに選出され、以降も毎年のように選出されている。
AFCビーチサッカー選手権2015では得点王の一人に輝いた。
AFCビーチサッカー選手権2019では得点王兼最優秀選手賞に輝き、日本代表も史上初の優勝を果たした。同年のワールドビーチゲームズのウルグアイ代表戦で代表100得点目を記録、翌月のビーチサッカーインターコンチネンタルカップで代表100試合出場を達成した。2019 FIFAビーチサッカーワールドカップでは4位に輝き、これは2005年大会以来三度目の日本代表史上最高記録、自身はゴールデンボールに輝いた。
2020年7月に日本代表監督に就任、選手兼任監督となった。監督として初めて臨んだ2021 FIFAビーチサッカーワールドカップでは準優勝し、日本代表史上最高記録となった。